# Charles Delebecque
Charles Delebecque (Fontaine-l'Évêque, 19 juli 1833 - Ukkel, 12 oktober 1894) was een Belgisch volksvertegenwoordiger.

## Levensloop
Delebecque was een zoon van Alphonse Delebecque, advocaat-generaal en vervolgens raadsheer bij het Hof van Cassatie en van Zoé Diesbecq. Hij trouwde met Alice Brisez.
Hij deed studies in de rechten aan de ULB (1850-1856).
Op 10 juni 1884 werd hij verkozen tot onafhankelijk volksvertegenwoordiger voor het arrondissement Brussel. Hij oefende dit mandaat uit tot in 1888.
Hij was lid van de Bestuurscommissie voor de Koninklijke Musea van schilder- en beeldhouwkunst in Brussel.